# 이시야마촌 (니가타현)
이시야마촌(石山村)은 니가타현 나카칸바라군에 있던 촌이다. 1943년 12월 8일 니가타시로의 편입 합병으로 소멸되어 현재는 니가타시 주오구・히가시구의 일부가 되었다.
아래의 서술은 합병 직전 당시의 구 이시야마촌에 관한 서술이며, 현재는 명칭 등이 다를 수 있다. 또한, 여기에 기술되지 않은 내용에 대해서는 니가타시 등의 기사를 참조. 

## 역사
- 1889년 4월 1일 - 정촌제 시행에 의해 나카칸바라군 이시야마촌이 성립하였다.
- 1943년 12월 8일 - 니가타시에 편입되어 소멸하였다.

## 교통

### 철도
구 촌역에 일본국유철도 신에쓰 본선이 설치되어 있지만 당시엔 미개통이였다.
또한 현재는, 동일본 여객철도 하쿠신선 히가시니가타역도 설치되어 있지만 당시엔 미개통이였다.

## 참고문헌
- 角川日本地名大辞典 編纂委員会『角川日本地名大辞典 15 新潟県』(株)角川書店、1989年10月8日。ISBN 4-04-001150-3。
- 『新潟県市町村区域及改称市町村名一覧表』関井常弥、1889年3月25日。
- 『新潟県市町村便覧』擁天堂、1902年6月15日。
- 『全国市町村便覧 : 三府四十三県北海道朝鮮台湾樺太関東洲其他』藤谷崇文館、1926年2月10日。
- 『新潟県年鑑（昭和八年度版）』新潟県年鑑社、1933年3月25日。
- 『新潟県年鑑（昭和九年度版）』新潟毎日新聞社、1933年12月31日。
- 『新潟県年鑑（昭和十年版）』新潟毎日新聞社、1934年12月7日。
- 『新潟県年鑑（昭和十一年版）』新潟毎日新聞社、1936年1月5日。
- 『新潟県年鑑（昭和十六年版）』新潟毎日新聞社、1940年12月1日。
- 『新潟県年鑑（昭和十七年版）』新潟日日新聞社、1941年11月20日。
- 『新潟県年鑑（昭和十八年版）』新潟日報社、1942年12月10日。
- 『新潟県年鑑（昭和十九年版）』新潟日報社、1943年12月20日。